# Colegio de San Pedro y San Pablo
El Colegio de San Pedro y San Pablo fue una institución jesuítica en Medina del Campo, regida por la Compañía de Jesús.

## Historia
Su fundación se produjo en 1551 como consecuencia de diversos impulsos y donaciones entre los que se encontraban:
- El mercader Antonio Acosta.
- El mercader Rodrigo de Dueñas, consejero del de Castilla,
- El matrimonio formado por el mercader Pedro Cuadrado y su esposa Francisca Manjón.

El colegio sirvió como noviciado de la provincia jesuítica de Castilla. Tuvo entre sus profesores a Baltasar Álvarez o Juan Bonifacio. Por otro lado, Juan de Yepes (futuro San Juan de la Cruz) estudiaría en el colegio.

En 1570 el padre provincial de Castilla, Gil González Dávila, en carta al padre general Francisco de Borja decía lo siguiente:
Medina. La Probación va ahora con más concurso y mejor institución, suauidad y contento que hasta aquí. Ay 28 Nouicios, proceden bien en sus experiencias. Los [e]studios de Letras Humanas van con la edificación y estima acostumbrada. Ay 200 oyentes. Tienen aquí vn Substituto para ayudar a las classes. El Predicador ha comenzado a ser accepto, más y más oydo que antes. En missiones por los lugares comarcanos se ha hecho fruto. Lo temporal va con medianía. La fundadora da 70.000 maravedís de renta sobre la fundación, en vn testimonio que a hecho. Para las escuelas se a comprado vn cortinal que es aliuio a los estudiantes. Ay, allende de los Nouicios dichos, 11 Padres, 9 Coadjutores. Son por todos 48 y para todos ha proueído Nro. S.or.
Las obras del edificio definitivo del colegio, que comenzaron en 1553 y no fueron finalizadas hasta 1602.
El colegio fue clausurado como consecuencia de la supresión de la Compañía en España en 1767.

## Descripción
El colegio contaba con un importante templo, que se conserva en la actualidad bajo el nombre de iglesia de Santiago el Real. 

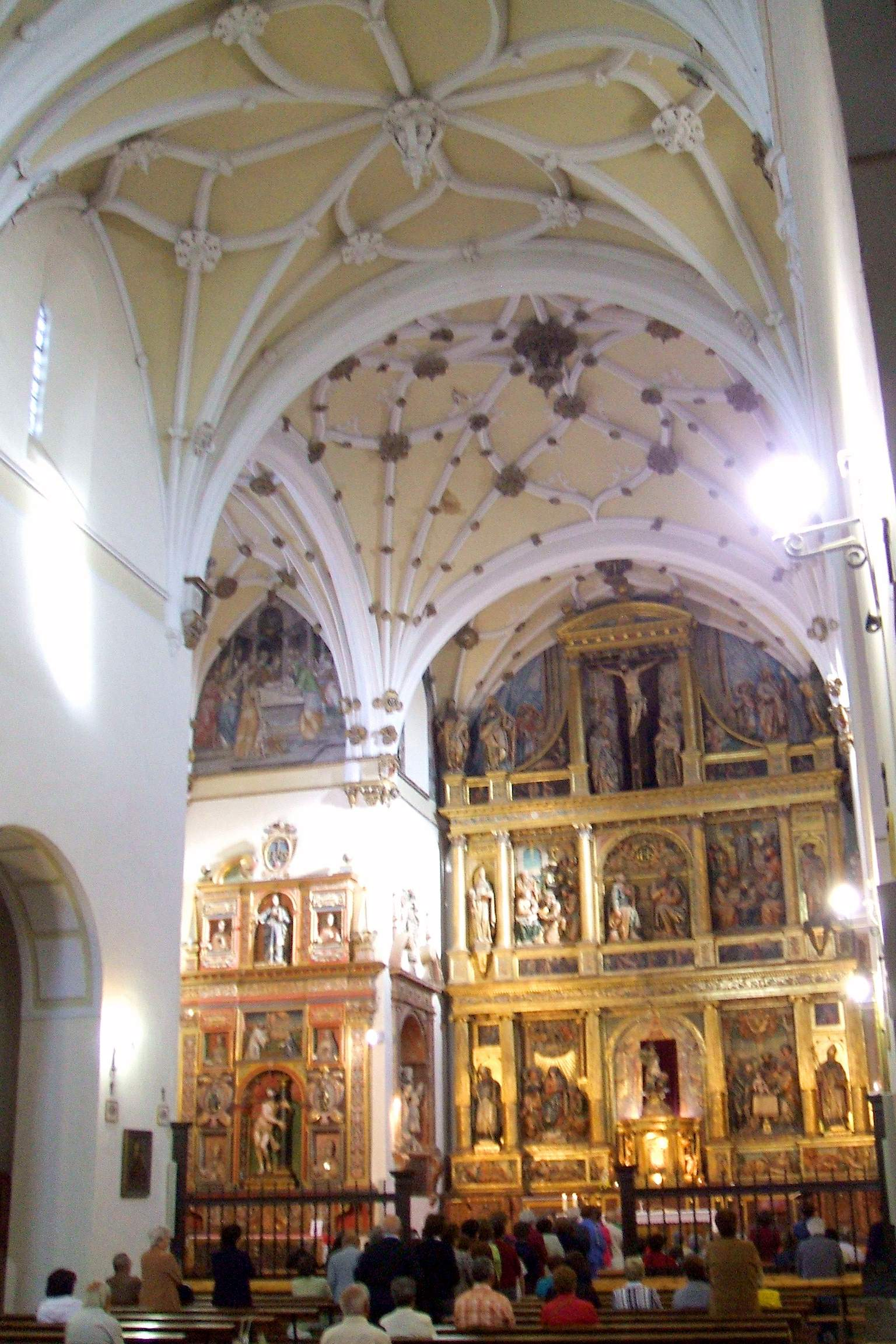
Vista del interior de la iglesia del colegio.

La institución contaba con una rica biblioteca.